# Bornshorts Film Festival
Bornshorts Film Festival var en international kortfilmfestival, som fandt sted hvert år i september i Gudhjem på Bornholm. Festivalen blev grundlagt i 2008 af den danske filmfotograf Flemming Jetmar.. Film festivalen foregk i biografen Scala Gudhjem. 
Filmfestivallen lukkede i 2014.

## Kategorier
I 2012 blev der konkurreret i 4 kategorier:
- Kortfilm
- Musikvideo
- Fashion film
- Animation

## Priser
I 2012 blev der uddelt 4 priser:
Kortfilm
Best Short Film : Gik til den bedste kortfilm i konkurrencen.
Musikvideo
Best Music Video : Gik til den bedste musikvideo i konkurrencen.
Fashion film
Best Fashion Film : Gik til den bedste fashion film i konkurrencen.
Animation
Best Animation : Gik til den bedste animerede film i konkurrencen.
Derudover blev der tildelt to særlige priser:
Filmfotografering
Best Cinematography : Gik til filmfotograf for bedste fotografering.
Juryens særlige pris
Jury Special Prize : Gik til en film og blev givet af juryen.

## Tidligere jurymedlemmer
- 2012 - producer James Studholme, instruktør Kathrine Windfeld og producer John Hassay
- 2011 - executive producer Luke Youngman,  executive producer Carly Stone og producer Michael Bille Frandsen
- 2010 - producer Vanessa Hetherington, instruktør Andy Morahan og producer Bo Ehrhardt
- 2009 - instruktør Tim Pope, executive produer Sasha Nixon og instruktør Ole Bornedal
- 2008 - Tom Wilkinson og Nigel Walters